# ميثم سليماني
ميثم سليماني (بالفارسية: میثم سلیمانی) هو لاعب كرة قدم إيراني في مركز الوسط، ولد في 21 يناير 1986 في إيران. لعب مع نادي سباهان أصفهان ونادي فولاد خوزستان.